# Ronde van Nederland
Ronde van Nederland – wieloetapowy wyścig kolarski rozgrywany w Holandii. Pierwsza edycja miała miejsce w maju 1948, start znajdował się na placu Dam w Amsterdamie, a meta na Stadionie Olimpijskim w Amsterdamie, który był główną areną Letnich Igrzysk Olimpijskich 1928. Od 1975 wyścig był rozgrywany corocznie, ale wraz z wprowadzeniem UCI ProTour w 2005 został zastąpiony przez Eneco Tour. 
Pierwszym zwycięzcą wyścigu był Emiel Rogiers z Belgii. Największą liczbę zwycięstw w odniósł Holender Gerrie Knetemann – na najwyższym stopniu podium stawał czterokrotnie: w 1976, 1980, 1981 i 1986. 

## Zwycięzcy

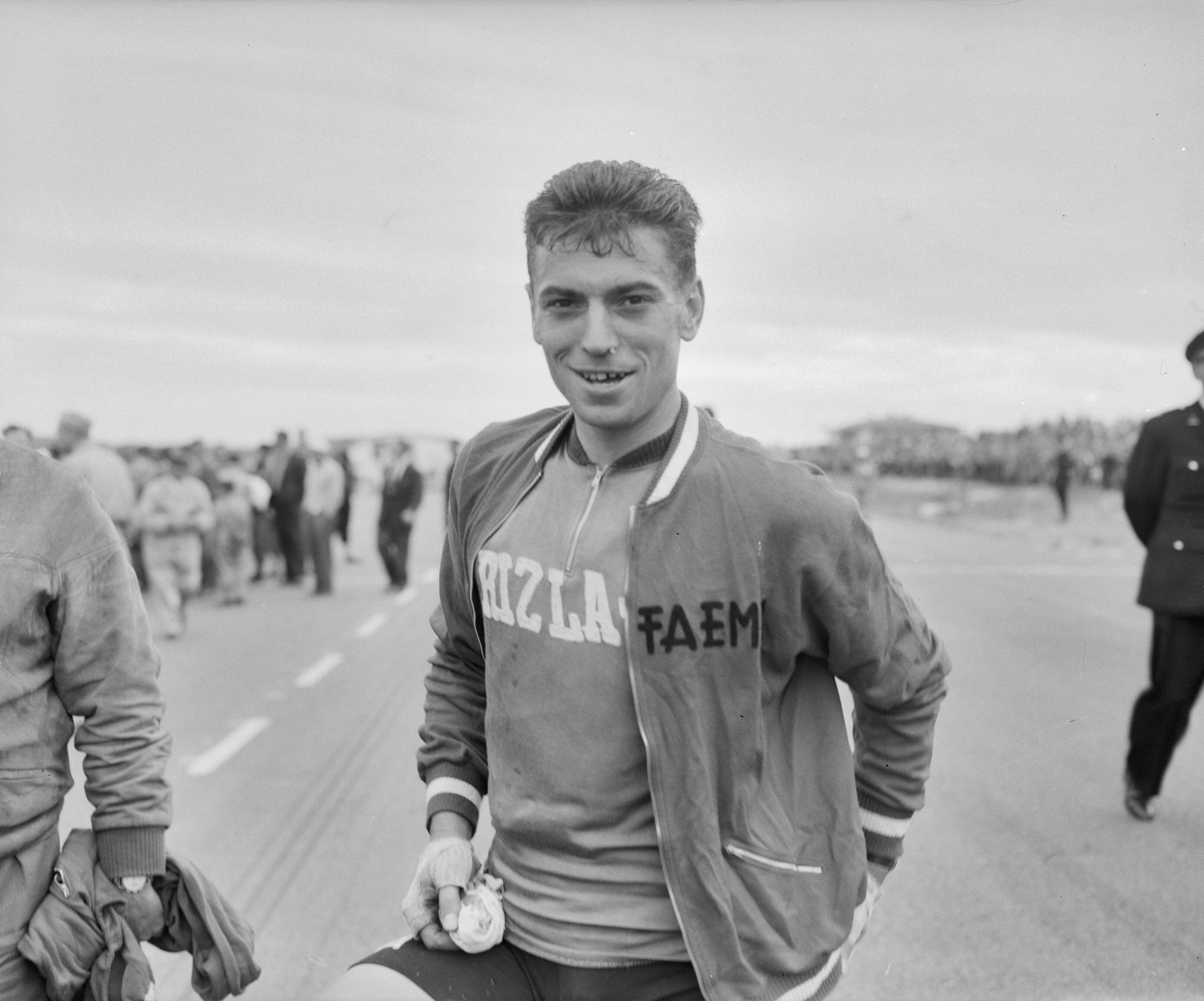
Belg Rik Van Looy na torze Circuit Zandvoort po wygraniu 3. etapu Ronde van Nederland w 1956

| Rok  | Pierwsze             | Drugie                 | Trzecie               |
| ---- | -------------------- | ---------------------- | --------------------- |
| 1948 | Emiel Rogiers        | Jean Goldschmit        | Arie Vooren           |
| 1950 | Henk Lakeman         | Jules Depoorter        | Norbert Callens       |
| 1951 | Jean Bogaerts        | Joseph Van Staeyen     | Jozef De Feyter       |
| 1952 | Wim van Est          | Wout Wagtmans          | Gerrit Voorting       |
| 1954 | Wim van Est          | Gerrit Schulte         | Gerrit Voorting       |
| 1955 | Piet Haan            | Wim van Est            | Hein van Breenen      |
| 1956 | Rik Van Looy         | Guido Carlesi          | Wim van Est           |
| 1957 | Rik Van Looy         | Wim van Est            | Piet van den Brekel   |
| 1958 | Piet van Est         | Peter Post             | Léo van den Brand     |
| 1959 | Gerrit Schulte       | Désiré Keteleer        | Bouk Schellingerhoudt |
| 1960 | Peter Post           | Roger Baens            | Coen Niesten          |
| 1961 | Dick Enthoven        | Huub Zilverberg        | Joop Captein          |
| 1963 | Lex van Kreuningen   | Lambert van de Ven     | Theo Nys              |
| 1965 | Jan Janssen          | Bas Maliepaard         | Jos Huysmans          |
| 1975 | Joop Zoetemelk       | Frans Verbeeck         | Gerard Vianen         |
| 1976 | Gerrie Knetemann     | Ludo Peeters           | Jos Jacobs            |
| 1977 | Bert Pronk           | Sean Kelly             | Rudy Pevenage         |
| 1978 | Johan van der Velde  | Etienne Van der Helst  | Rudy Pevenage         |
| 1979 | Jan Raas             | Gerrie Knetemann       | Daniel Willems        |
| 1980 | Gerrie Knetemann     | Ludo Delcroix          | Gery Verlinden        |
| 1981 | Gerrie Knetemann     | Hennie Kuiper          | René Martens          |
| 1982 | Bert Oosterbosch     | Jan Raas               | Gerrie Knetemann      |
| 1983 | Adri van Houwelingen | Johnny Broers          | Herman Frison         |
| 1984 | Johan Lammerts       | Jos Lammertink         | Gert-Jan Theunisse    |
| 1985 | Eric Vanderaerden    | Theo de Rooij          | Adri van Houwelingen  |
| 1986 | Gerrie Knetemann     | Gerrit Solleveld       | Peter Pieters         |
| 1987 | Teun van Vliet       | Marc Sergeant          | Adrie van der Poel    |
| 1988 | Thierry Marie        | Erik Breukink          | Peter Stevenhaagen    |
| 1989 | Laurent Fignon       | Thierry Marie          | Eddy Schurer          |
| 1990 | Jelle Nijdam         | Erik Breukink          | Thierry Marie         |
| 1991 | Frans Maassen        | Olaf Ludwig            | Eddy Schurer          |
| 1992 | Jelle Nijdam         | Thierry Marie          | Laurent Bezault       |
| 1993 | Erik Breukink        | Jelle Nijdam           | Olaf Ludwig           |
| 1994 | Jesper Skibby        | Dżamolidin Abdużaparow | Dario Bottaro         |
| 1995 | Jelle Nijdam         | Wiaczesław Jekimow     | Flavio Vanzella       |
| 1996 | Rolf Sørensen        | Lance Armstrong        | Wiaczesław Jekimow    |
| 1997 | Erik Dekker          | Peter Meinert Nielsen  | Jan Ullrich           |
| 1998 | Rolf Sørensen        | Wiaczesław Jekimow     | Peter Van Petegem     |
| 1999 | Serhij Honczar       | Erik Dekker            | Dylan Casey           |
| 2000 | Erik Dekker          | Robert Hunter          | Servais Knaven        |
| 2001 | Léon van Bon         | Erik Dekker            | Serhij Honczar        |
| 2002 | Kim Kirchen          | Erik Dekker            | Víctor Hugo Peña      |
| 2003 | Wiaczesław Jekimow   | Bradley McGee          | Serhij Honczar        |
| 2004 | Erik Dekker          | Wiaczesław Jekimow     | Marc Wauters          |